# Билькевич, Иван Кондратьевич
Билькевич Иван Кондратьевич (бел. Бялькевіч Иван Кандратавіч; 22 февраля [6 марта] 1883, Вороничи, Гродненская губерния — 18 октября 1960, Жданов, Сталинская область) — советский белорусский языковед.

## Биография
Родился 22 февраля (6 марта) 1883 в Вороничах (ныне — в Слонимском районе Гродненская область).
Окончил Свислочскую учительскую семинарию (1909). В 1915 году эвакуирован в Саратовскую губернию, позже вернулся на родину. Работал заведующим Вороницкой белорусской школой, инспектором белорусских школ Слонимского уезда. С августа 1920 года — заведующий белорусским отделом Наркомата просвещения Белорусской ССР.
Окончил Белорусский университет (1925). Директор педагогического техникума г. Мстиславля. В 1927 года переехал в Минск. Секретарь отдела гуманитарных наук Института белорусской культуры; научный сотрудник в Словарной комиссии.
В 1930 году обвинен в национализме и выслан за пределы БССР. Четыре года работал техником-нормировщиком на лесосплаве (Йошкар-Ола, Марийская АССР). С 1935 г. в Азово-Черноморском крае преподавал русский язык и литературу в Натальевской средней школе, школах Мариуполя. 1948—1955 — заведующий научной частью «Азовстальстроя», в 1955—1958 — инженер-методист Мариупольского филиала Донецкого вечернего строительного техникума. Разрешения вернуться в БССР не получил.
В 1920-е гг. выступал со статьями по вопросам культуры белорусского литературного языка, с рецензиями на языковедческие труды. Участвовал в работе Академической конференции по реформе Белорусского правописания и азбуки (1926).
Самое выдающееся научное достижение — «Краевы слоўнік усходняй Магілеўшчыны» (Минск, 1970, в соавторстве); работал над ним по поручению Института белорусской культуры с конца 1925. Полное собрание восточнобелорусской лексики. Словарь иллюстрирует лексику живой народной речи (около 20 тысяч узкорегиональных собственно белорусских лексем). Слова даны по алфавиту с учетом местного произношения, толкованием, литературными соответствиями. Каждая лексема иллюстрирована примером связного текста с указанием населенного пункта, в котором записано. Указано также часть речи, форму родительного падежа единственного числа, фонетические варианты слов (выдержанные непоследовательно). Наряду с традиционными представлены новые названия из различных сфер человеческой деятельности — бытовой, общественной, общественной, сельскохозяйственной, ремесленной, промышленной и др. В реестр добавлены личные и географические названия. Хорошо освещены народные ботанические, зоологические и метеорологические наименования. Однако отсутствуют этимологические справки в заимствованных словах, которые в говорах изменили свой первоначальный фонетический и грамматический смысл. Приведены словообразовательные варианты (суффиксальные и сложные слова), зарегистрированы уменьшительно-ласкательные формы. В реестровой и иллюстративной частях представлена диалектная фразеология. Эта работа имеет большое значение для составления сводного словаря белорусских народных говоров, белорусского исторического словаря, а также белорусского литературного языка и общеславянского лингвистического атласа. Это источник сведений о звуковой и грамматический состав восточнобелорусских говоров: последовательно прослеживается диссимилятивный характер безударного вокализма, редукция гласных а < о, е, лабиализация а < о, ассимилятивная мягкость согласных, сосуществование в одной и той же позиции твердого и мягкого р др; много типичного для восточнобелорусских говоров морфологического материала.

## Работы
- Выступленні на Акадэмічнай канферэнцыі на рэформе беларускага правапісу и азбукі // Працы Акадэмічнае канферэнцыі па рэформе беларускага правапісу и азбукі. — Минск, 1927.
- Слоўнік граматычна-лінгвістычны // Узвышша. — 1928. — № 2 (8).